# Bad Suns
Die Bad Suns sind eine US-amerikanische Alternative-Rock-Band aus Los Angeles.

## Bandgeschichte
Die Band wurde 2012 von Christo Bowman, Ray Libby, Gavin Bennett und Miles Morris in den Woodland Hills von Los Angeles gegründet, als die Mitglieder um die 20 Jahre alt waren. Musikalisch orientierten sie sich an der 80er-Jahre-Musik von The Cure und Elvis Costello. Mit Festivalauftritten und als Vorband, zum Beispiel für The 1975 und The Vaccines, machten sie sich einen Namen. So kamen sie zu einem Plattenvertrag mit dem Label Vagrant und fanden mit Eric Palmquist einen erfahrenen Produzenten. Anfang 2014 kamen sie mit ihrer ersten EP Transpose auf Anhieb in die US-Charts und der Song Cardiac Arrest wurde ein kleinerer Hit in den Rock- und Alternative-Charts. Im Sommer folgte das Debütalbum Language & Perspective, das auf Platz 24 der Albumcharts einstieg.
2015 traten die Bad Suns unter anderem beim Coachella-Festival auf und 2016 gingen sie mit der Sängerin Halsey auf Tour. Im Herbst des Jahres erschien das Nachfolgealbum Disappear Here, das zwar ebenfalls in die Albumcharts kam, aber hinter den Anfangserfolgen zurückblieb.

## Mitglieder
- Christo Bowman, Sänger
- Ray Libby, Gitarre
- Gavin Bennett, Bass
- Miles Morris, Schlagzeug

## Diskografie
Alben
- Transpose (EP, 2014)
- Language & Perspective (2014)
- Disappear Here (2016)
- Mystic Truth (2019)
- Apocalypse Whenever (2022)

Lieder
- Cardiac Arrest (2013)
- Salt (2014)
- We Move Like the Ocean (2015)
- Disappear Here (2016)